# Gustav Flor
Gustav August Adam von Flor (ur. 13 sierpnia 1829 w Alt-Salis, zm. 13 maja 1883 w Dorpacie) – niemiecki zoolog, entomolog, lekarz.
Studiował medycynę i nauki przyrodnicze na Uniwersytecie w Dorpacie. Potem był profesorem zoologii na katedrze macierzystej uczelni. Zajmował się przede wszystkim pluskwiakami, pozostawił monografię poświęconą pluskwiakom Liwonii (Die Rhynchoten Livlands in systematischer Folge beschrieben).

## Prace
- Rhynchotorum livonicorum descriptio (1856)
- Die Rhynchoten Livlands in systematischer Folge beschrieben, Vol. 1 (1860)
- Die Rhynchoten Livlands in systematischer Folge beschrieben, Vol. 2 (1861)